# Echinopsis schieliana
Echinopsis schieliana es una especie de planta fanerógama en la familia de las cactáceas. Es endémica de Bolivia y de Perú. Es una especie rara en las colecciones.

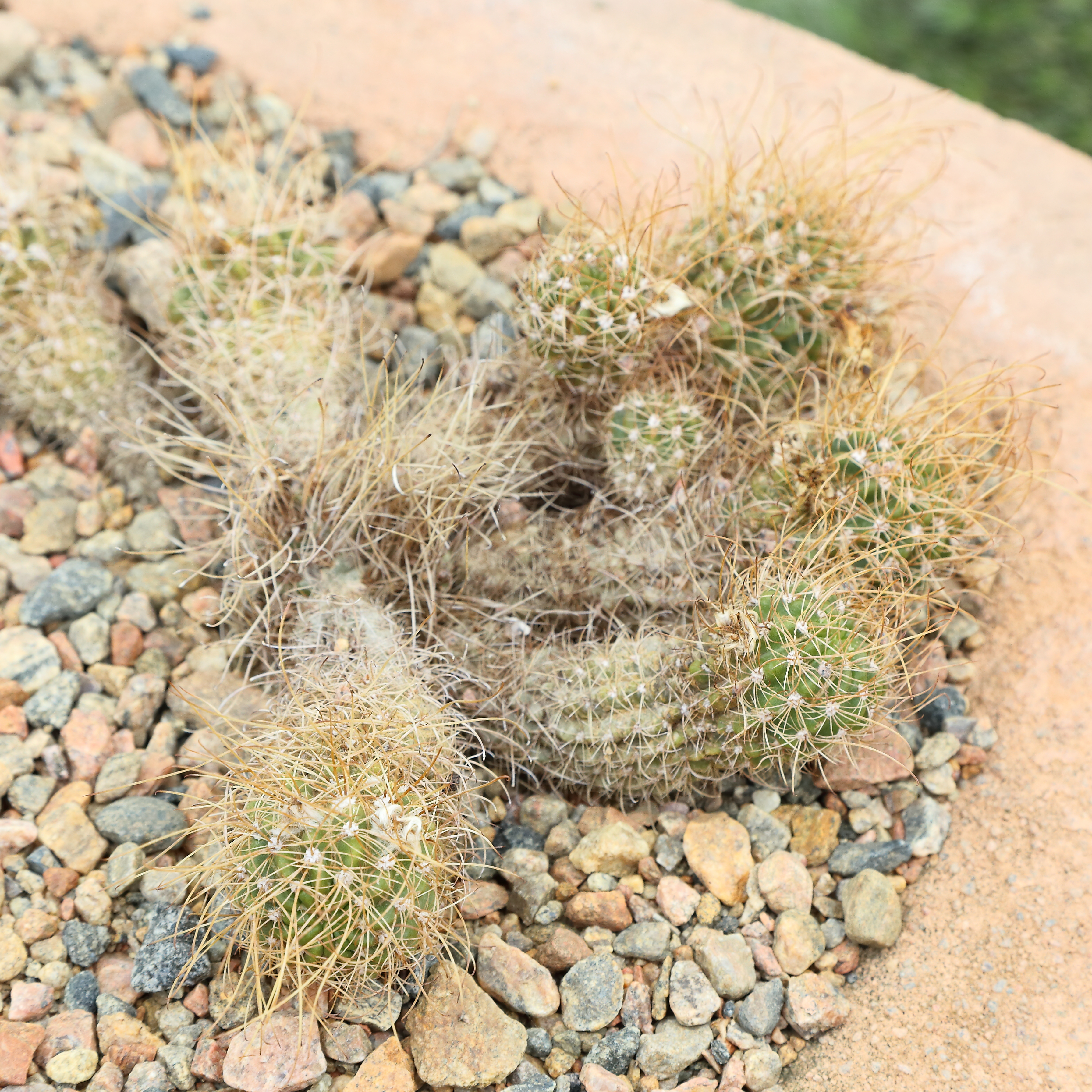
Vista de la planta

## Descripción
Echinopsis schieliana tiene brotes desde la base y forma tapizados. El tallo es esférico para cilíndrico, de color verde oscuro con brotes que alcanzan alturas  de hasta 4,5 centímetros de diámetro y 3,5 centímetros de altura. Tiene de 13 a 21  costillas presentes. Las areolas con una espina central, que a menudo falta en el inicio, que se inclina hacia abajo y mide 0,5 a 0,6 centímetros de largo. Las 14 espinas radiales en forma de peine están entrelazadas y son flexibles, de color blanco, amarillo o marrón con una longitud de 1 a 2 centímetros. Las flores son cortas en forma de embudo y de color rojo brillante, rojo o algunas veces de color amarillo  de 4-5 cm de largo y con ese mimo diámetro. Los frutos son esféricos, jugosos y  alcanzan un diámetro de hasta 1 cm.

## Taxonomía
Echinopsis schieliana fue descrita por (Backeb.) D.R.Hunt y publicado en Bradleya; Yearbook of the British Cactus and Succulent Society 5: 92. 1987.
Etimología
Ver: Echinopsis
schieliana epíteto otorgado en honor del  entusiasta alemán de los cactus, Wolfgang Schiel (1904-1978).
Sinonimia
- Lobivia schieliana Backeb.
- Lobivia quiabayensis Rausch
- Echinopsis maximiliana Heyder ex A.Dietr.
- Lobivia leptacantha Rausch